# International Actuarial Association
Międzynarodowe Towarzystwo Aktuarialne (ang. International Actuarial Association lub IAA) – to światowe zrzeszenie lokalnych organizacji lub stowarzyszeń aktuarialnych i należących do nich aktuariuszy.
IAA jest kontynuacją założonego w 1895 "Comité Permanent des Congrès d’Actuaires" będącego związkiem aktuariuszy. Organizacja ta została przekształcona w IAA w 1968.
Jest to jedyna międzynarodowa organizacja promująca badania naukowe, edukację i rozwój zawodu aktuariusza, a także rozwój organizacji aktuarialnych.
Międzynarodowe Towarzystwo Aktuarialne ma siedem sekcji:
- Sekcja ASTIN (od ang. Actuarial Studies In Non-Life Insurance) - utworzona w 1957 i zajmująca się zagadnieniami ubezpieczeń innych niż na życie; publikuje ASTIN Bulletin dwa razy w roku i organizuje coroczne konferencje.
- Sekcja AFIR (od ang. Actuarial Approach for FInancial Risks) - utworzona w 1988 i zajmująca promowaniem badań aktuarialnych w dziedzinie ryzyka finansowego.
- Sekcja IACA (od ang. International Association of Consulting Actuaries) - utworzona w 1968 jako niezależne od IAA międzynarodowe forum do wymiany poglądów między konsultującymi aktuariuszami (ang. consulting actuaries) i w 1999 włączona do Międzynarodowego Towarzystwa Aktuarialnego jako jedna z jego sekcji.
- Sekcja IAAHS - utworzona w 2003 roku sekcja mająca na celu dostarczenie międzynarodowej perspektywy we wszystkich aspektach aktuarialnej praktyki w ubezpieczeniach zdrowotnych.
- Sekcja PBSS (od ang. The Pensions, Benefits, Social Security) - utworzona w 2003 jako forum dla aktuariuszy zajmujących się wszelkimi problemami polityki społecznej (wyłączając zagadnienia związane z opieką zdrowotna, które należą do IAAHS).
- Sekcja AWF (od ang. Actuaries Without Frontiers) - utworzona w 2003 i mająca na celu udostępnienie pomocy aktuarialnej potrzebującym poprzez dostęp do środków finansowych i aktuariuszy woluntariuszy.
- Sekcja LIFE - ma za zadanie rozpowszechnianie i promowanie międzynarodowej wymiany poglądów między aktuariuszami specjalizującymi się w ubezpieczeniach na życie.

Obecnie, Międzynarodowe Towarzystwo Aktuarialne zrzesza 57 organizacji ze statutem pełnego członkostwa, 25 organizacji jako stowarzyszonych członków i 3 organizacje na zasadzie instytucjonalnego członkostwa. 
Wszyscy w pełni kwalifikowani aktuariusze należący do organizacji z pełnym członkostwem otrzymują automatyczne indywidualne członkostwo w  Międzynarodowym Towarzystwie Aktuarialnym.

## Pełni członkowie
- Consejo Profesional de Ciencias Económicas de la Ciudad Autónoma de Buenos Aires (Argentyna)
- Institute of Actuaries of Australia (Australia)
- Aktuarvereinigung Österreichs (AVÖ) (Austria)
- Association Royale des Actuaires Belges (Belgia)
- Instituto Brasileiro de Atuária (IBA) (Brazylia)
- Bulgarian Actuarial Society (Bułgaria)
- Canadian Institute of Actuaries (Kanada)
- Institut des Actuaires de Côte d'Ivoire (Wybrzeże Kości Słoniowej)
- Hrvatsko Aktuarsko Drustvo (Kroacja)
- Cyprus Association of Actuaries (Cypr)
- Ceská Spolecnost Aktuárù (Czechy)
- Den Danske Aktuarforening (Dania)
- Egyptian Society of Actuaries (Egipt)
- Eesti Aktuaaride Liit (Estonia)
- Suomen Aktuaariyhdistys (Finlandia)
- Institut des Actuaires (Francja)
- Deutsche Aktuarvereinigung e. V. (DAV) (Niemcy)
- Hellenic Actuarial Society (Greecja)
- Actuarial Society of Hong Kong (Hongkong)
- Magyar Aktuárius Társaság (Węgry)
- Félag Islenskra Tryggingastærðfræðinga (Islandia)
- Actuarial Society of India (Indie)
- Persatuan Aktuaris Indonesia (Indonezja)
- Society of Actuaries in Ireland (Irlandia)
- Israel Association of Actuaries (Izrael)
- Istituto Italiano degli Attuari (Włochy)
- Institute of Actuaries of Japan (Japonia)
- Japanese Society of Certified Pension Actuaries (Japonia)
- Latvijas Aktuaru Asociacija (Łotwa)
- Lebanese Association of Actuaries (Liban)
- Persatuan Aktuari Malaysia (Malezja)
- Colegio Nacional de Actuarios A. C. (Meksyk)
- Actuarieel Genootschap (Holandia)
- New Zealand Society of Actuaries (Nowa Zelandia)
- Den Norske Aktuarforening (Norwegia)
- Pakistan Society of Actuaries (Pakistan)
- Actuarial Society of the Philippines (Filipiny)
- Polskie Stowarzyszenie Aktuariuszy (Polska)
- Instituto dos Actuários Portugueses (Portugalia)
- Academia de Actuarios de Puerto Rico (Puerto Rico)
- Udruženje Aktuara Srbije (Serbia)
- Singapore Actuarial Society (Singapore)
- Slovenska Spolocnost Aktuarov (Słowacja)
- Slovensko Aktuarsko Drustvo (Słowenia)
- Actuarial Society of South Africa (Południowa Afryka)
- Col.legi d'Actuaris de Catalunya (Hiszpania)
- Instituto de Actuarios Españoles (Hiszpania)
- Svenska Aktuarieföreningen (Szwecja)
- Association Suisse des Actuaires (Szwajcaria)
- Actuarial Institute of Chinese Taipei (Tajwan)
- Faculty of Actuaries (Wielka Brytania)
- Institute of Actuaries (Wielka Brytania)
- American Academy of Actuaries (Stany Zjednoczone)
- American Society of Pension Professionals and Actuaries (Stany Zjednoczone)
- Casualty Actuarial Society (Stany Zjednoczone)
- Conference of Consulting Actuaries (Stany Zjednoczone)
- Society of Actuaries (Stany Zjednoczone)